# Indocalamus confertus
Indocalamus confertus là một loài thực vật có hoa trong họ Hòa thảo. Loài này được C.H.Hu mô tả khoa học đầu tiên năm 1996.